# Rupia indyjska

Lwy Aśoki, obecnie godło Indii

Rupia indyjska – waluta (jednostka monetarna) Indii dzieląca się na 100 pajs (paisa). Główna mennica znajduje się w Bombaju, a główna drukarnia banknotów w Wielkiej Brytanii (Thomas de la Rue). Początki rupii sięgają XVI wieku, kiedy to władca Delhi, Szer Szah Suri (1540–45) wprowadził nową walutę w formie srebrnych monet o wadze 180 gr.
Obecne monety w systemie dziesiętnym, w którym 1 rupia jest warta 100 paise, wprowadzono w 1957. Nominały te o wartości 1, 2, 5, 10 oraz 25 paise wybijano w różnych kształtach, np. kwadratu, krążka, sześciokąta i ośmiokąta z zaokrąglonymi brzegami ("muszelkami"). Na awersie znajdowały się lwy Aśoki, a na rewersie wartość i data emisji. Okrągła moneta 50 paise pojawiła się w 1960, a w 1962 wydano okrągłą monetę o wartości 1 rupii (z wzorem kłosów pszenicy). W 1968 wydano niklo-mosiądzową monetę 20 paise, na awersie nosiła wzór kwiatu lotosu (był to pierwszy ornament inny niż lwy na monecie paise). 
W listopadzie 2016 rząd Indii zarządził wycofanie z obiegu banknotów o nominałach 500 rupii oraz 1000 rupii. Wprowadzono w zamian nowe banknoty o nominałach 500 rupii oraz 2000 rupii. 
Indie realizują także strategię odejścia od gotówki na rzecz transakcji bezgotówkowych. 
W Indiach emituje się także banknoty okolicznościowe.

## Galeria

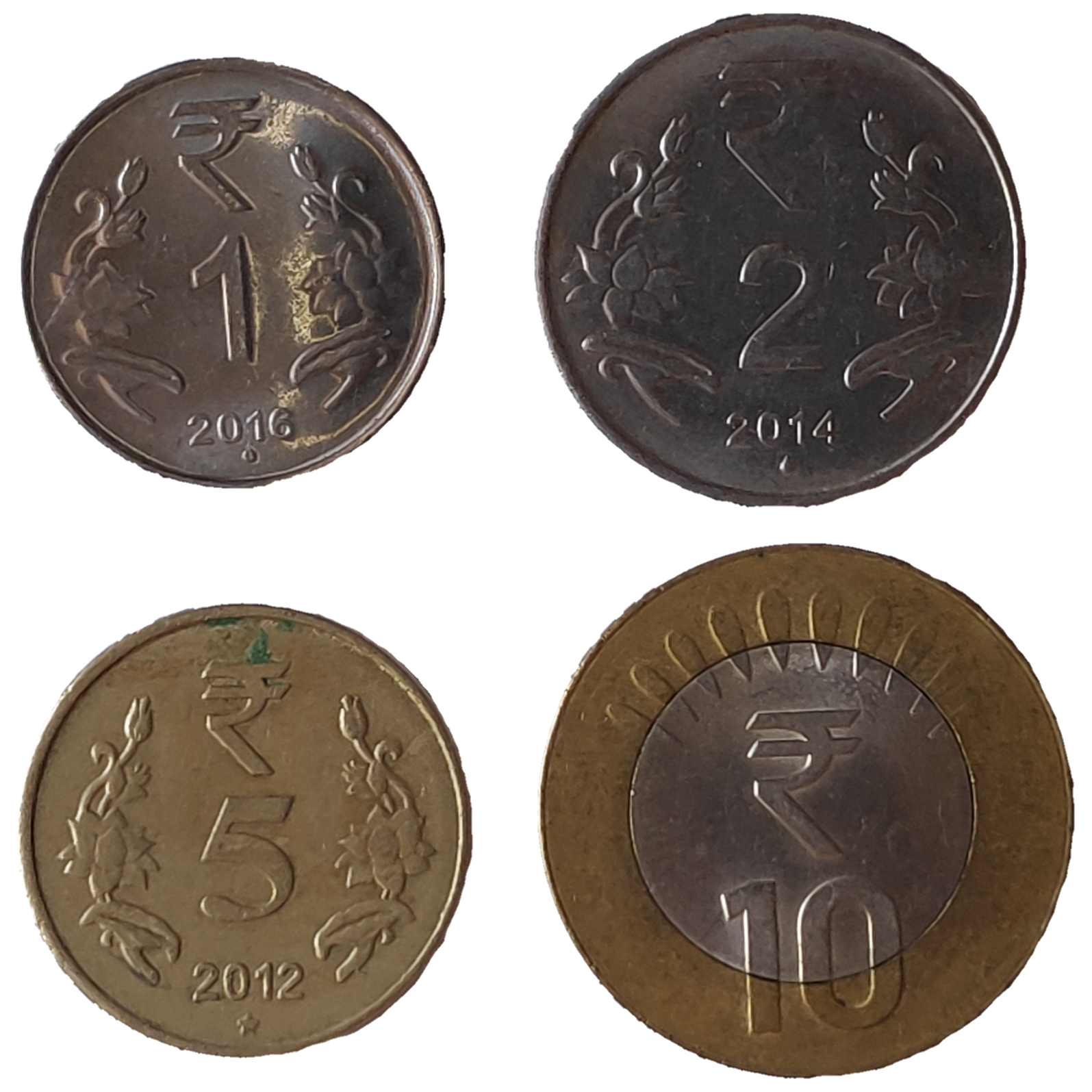
Indyjskie monety
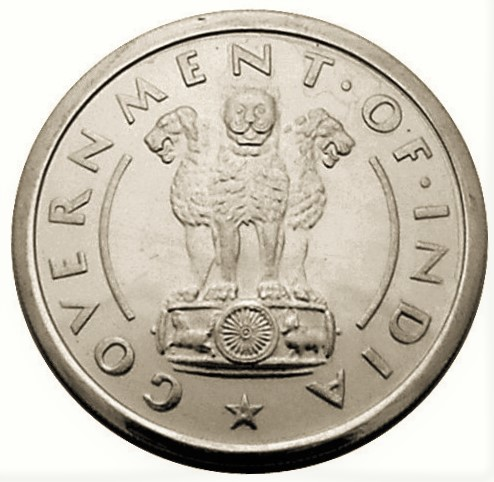
Godło Indii - Lwy Aśoki na Indyjskiej monecie z 1954 roku
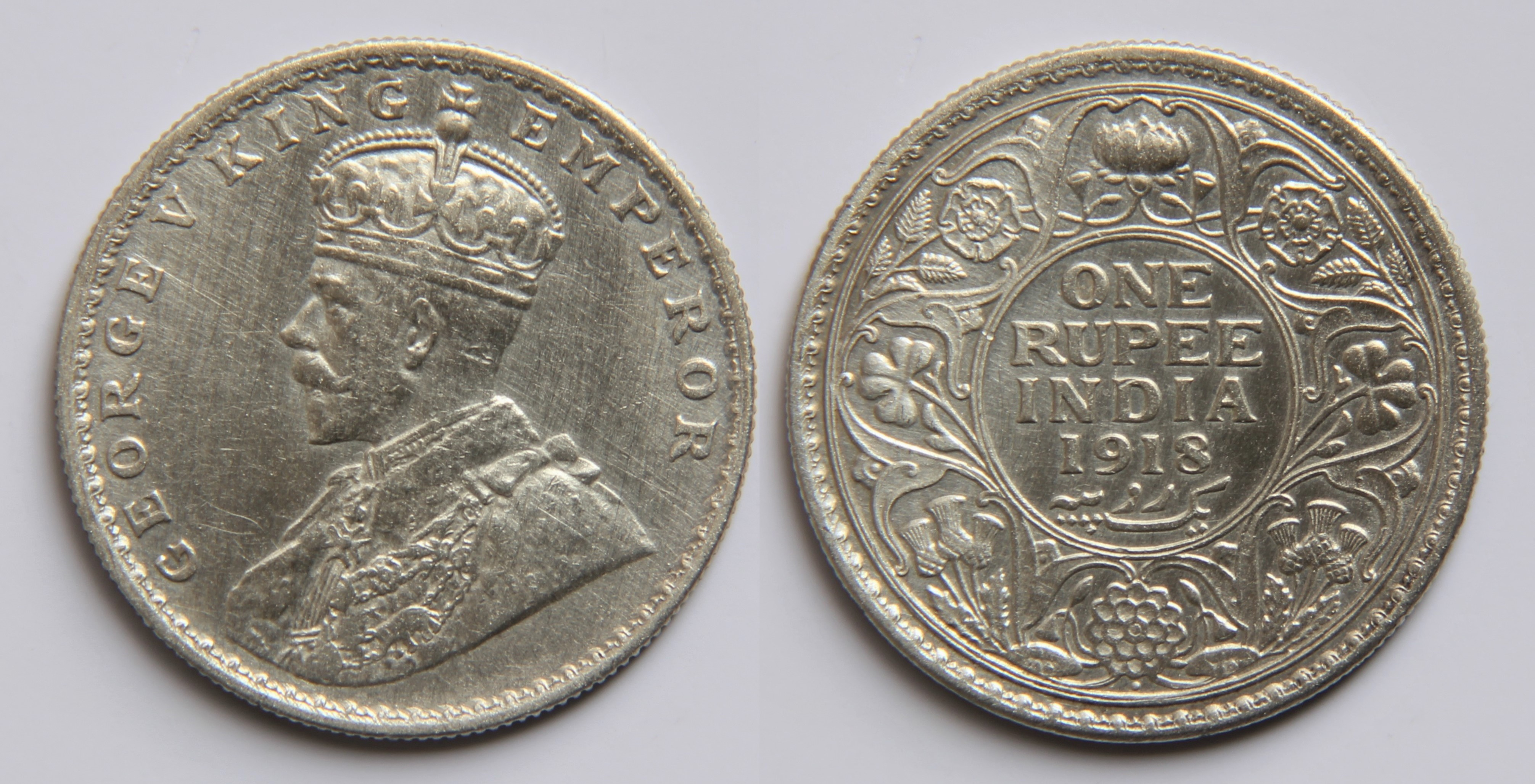
Indyjska srebrna moneta o nominale 1 rupii z czasów Indii Brytyjskich z podobizną Jerzego V
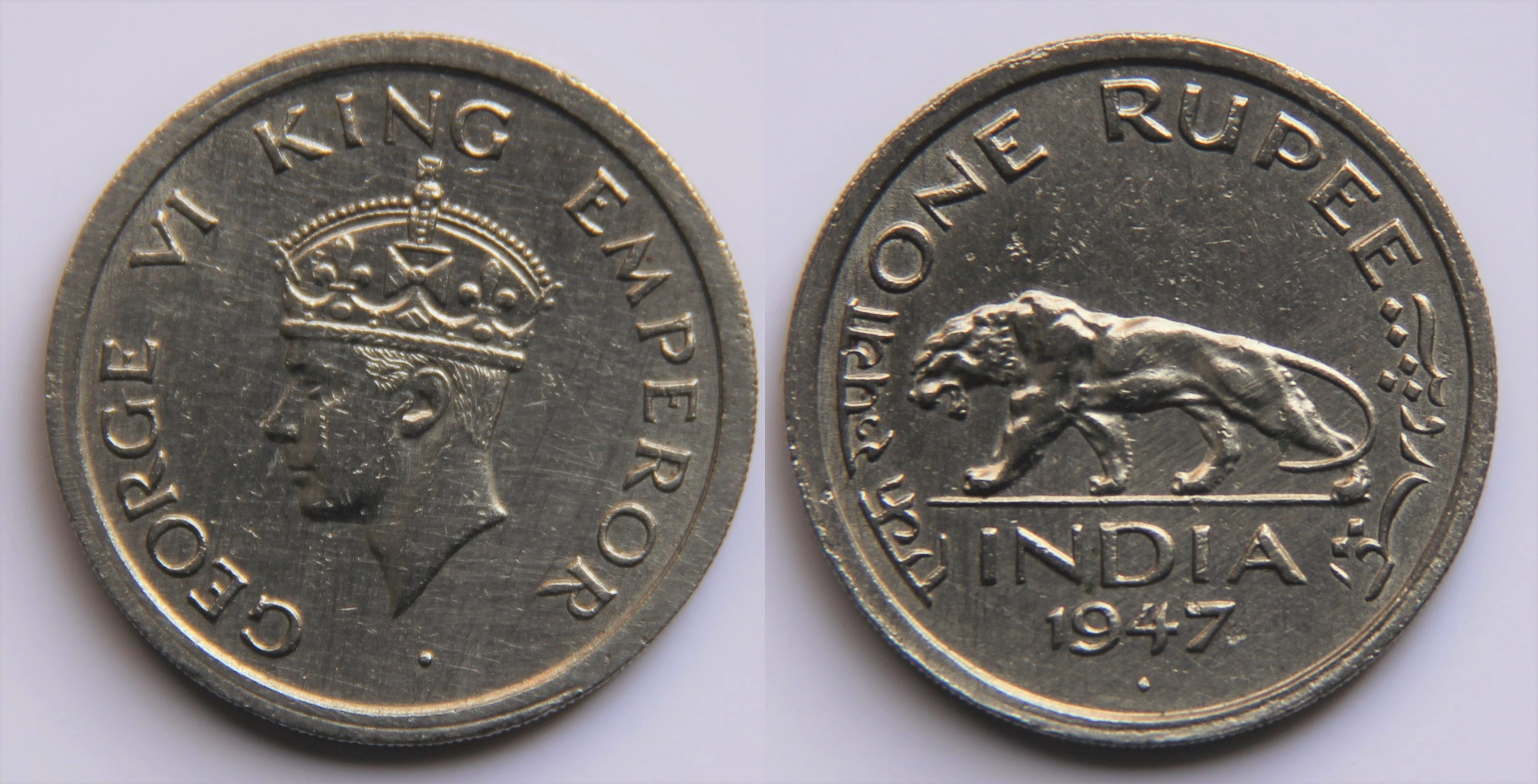
Indyjska moneta o nominale 1 rupii z czasów Indii Brytyjskich z podobizną Jerzego VI
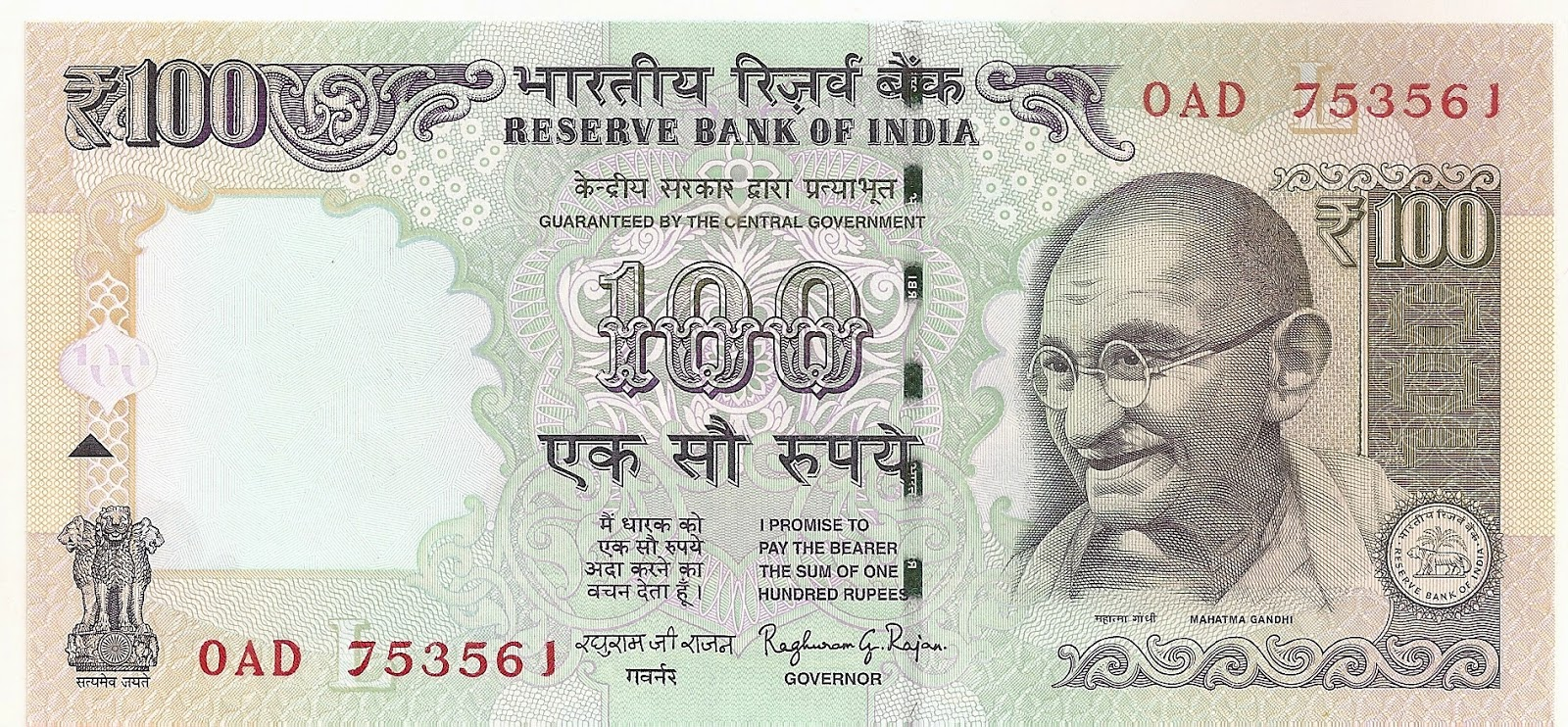
Indyjski banknot o nominale 100 rupii z 2014 roku
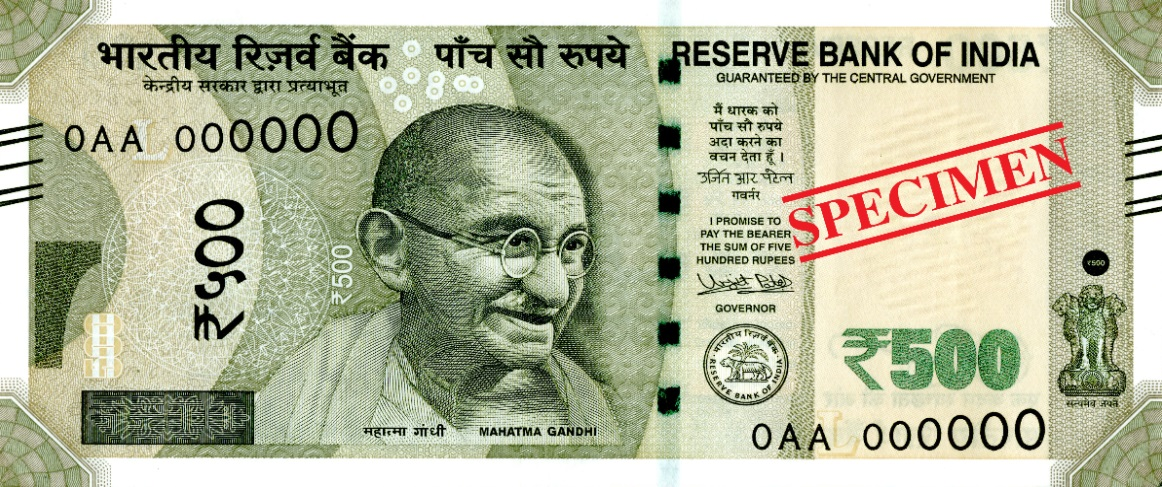
Nowy wzór banknotu o nominale 500 rupii